# 温泉街道 (兴城市)
温泉街道，是中华人民共和国辽宁省葫芦岛市兴城市下辖的一个乡镇级行政单位。

## 行政区划
温泉街道下辖以下地区：
温泉社区、康宁社区、首阳社区、东山社区、建海社区、兴海桥社区和胜利村。